# Ngô Thiên Quân
Ngô Thiên Quân (sinh tháng 2 năm 1957) là cựu chính trị gia người Trung Quốc và Bí thư Ủy ban Chính trị Pháp luật Tỉnh ủy Hà Nam. Ông đã bị cách chức vào tháng 11 năm 2016 để điều tra bởi Ủy ban Kiểm tra Kỷ luật Trung ương.

## Sự nghiệp
Ngô Thiên Quân sinh tháng 2 năm 1957 tại huyện Bộc Dương, tỉnh Hà Nam. Ông vào Đại học Nông nghiệp An Dương năm 1977 và tốt nghiệp năm 1978. Ông gia nhập Đảng Cộng sản Trung Quốc năm 1982. Sau đó, ông trở thành Phó Huyện trưởng huyện Kỳ năm 1984. Từ năm 1987 đến năm 1989, ông giữ chức Phó Bí thư Huyện ủy Nội Hoàng và được bổ nhiệm làm Bí thư Huyện ủy Nội Hoàng năm 1991. Năm 1994, ông được bổ nhiệm giữ chức Phó Thị trưởng An Dương và chuyển đến Tân Hương năm 2000. Ngô Thiên Quân giữ chức Phó Bí thư Thành ủy, Thị trưởng, Bí thư Thành ủy của Tân Hương cho đến năm 2011.
Tháng 5 năm 2011, Ngô Thiên Quân được bổ nhiệm làm Phó Bí thư Thành ủy, Thị trưởng Trịnh Châu. Ông được bổ nhiệm giữ chức Bí thư Ủy ban Chính trị Pháp luật Tỉnh ủy Hà Nam lần đầu tiên vào tháng 12 năm 2011. Tháng 2 năm 2012, ông được bổ nhiệm làm Bí thư Thành ủy Trịnh Châu. Ngô Thiên Quân lại được bổ nhiệm giữ chức Bí thư Ủy ban Chính trị Pháp luật Tỉnh ủy Hà Nam vào tháng 5 năm 2016. Ông không còn là Ủy viên Ban Thường vụ Tỉnh ủy Hà Nam từ tháng 10 năm 2016.
Ngô Thiên Quân là đại biểu dự Đại hội đại biểu toàn quốc Đảng Cộng sản Trung Quốc lần thứ XVII và đại biểu Quốc hội khóa X (2003-2008).

## Điều tra
Ngày 11 tháng 11 năm 2016, Ngô Thiên Quân bị Ủy ban Kiểm tra Kỷ luật Trung ương, cơ quan kỷ luật nội bộ của đảng điều tra, vì "vi phạm nghiêm trọng các quy định". Ông bị khai trừ khỏi Đảng Cộng sản Trung Quốc ngày 23 tháng 1 năm 2017. Ngày 8 tháng 8 năm 2017, Ngô Thiên Quân bị kết án 11 năm tù vì nhận hối lộ trị giá 11,05 triệu nhân dân tệ ở Tương Dương, tỉnh Hồ Bắc.